# Calau-de-faces-prateadas
O calau-de-faces-prateadas (Bycanistes brevis) é uma espécie de calau da família Bucerotidae. 
Distribui-se pela África Oriental, desde a Etiópia até Moçambique.

## Subespécies
A espécie é monotípica (não são reconhecidas subespécies).